# Lost Song (film, 2008)
Pour l’article homonyme, voir Lost Song.
Pour plus de détails, voir Fiche technique et Distribution.
Lost Song est un film canadien réalisé par l'Acadien Rodrigue Jean, sorti en 2008. 
Le film dure 108 minutes. Il a gagné le prix du meilleur film canadien au festival international du film de Toronto.

## Fiche technique
- Titre : Lost Song
- Réalisation : Rodrigue Jean
- Scénario : Rodrigue Jean
- Photographie : Mathieu Laverdière
- Montage : Mathieu Bouchard-Malo
- Production : Rodrigue Jean et François Landry
- Société de production : Transmar Films
- Pays :  Canada
- Genre : Drame
- Durée : 102 minutes
- Dates de sortie : 
  -  Canada : 6 septembre 2008 (festival international du film de Toronto)

## Distribution
- Patrick Goyette
- Suzie LeBlanc
- Marilou Longpré Pilon
- Ginette Morin
- Louise Turcot

## Récompenses et distinctions
- Prix du meilleur film canadien au festival international du film de Toronto